# Wągsty
Wągsty (deutsch Wangst) ist ein Ort in der polnischen Woiwodschaft Ermland-Masuren. Er gehört zur Gmina Kolno (Landgemeinde Groß Köllen) im Powiat Olsztyński (Kreis Allenstein).

## Geographische Lage
Wągsty liegt am Nordufer des Jezioro Bierdawy (deutsch Birdau-See) in der nördlichen Mitte der Woiwodschaft Ermland-Masuren, 19 Kilometer westlich der ehemaligen Kreisstadt Rößel (polnisch Reszel) bzw. 35 Kilometer nordöstlich der jetzigen Kreismetropole und auch Woiwodschaftshauptstadt Olsztyn (deutsch Allenstein).

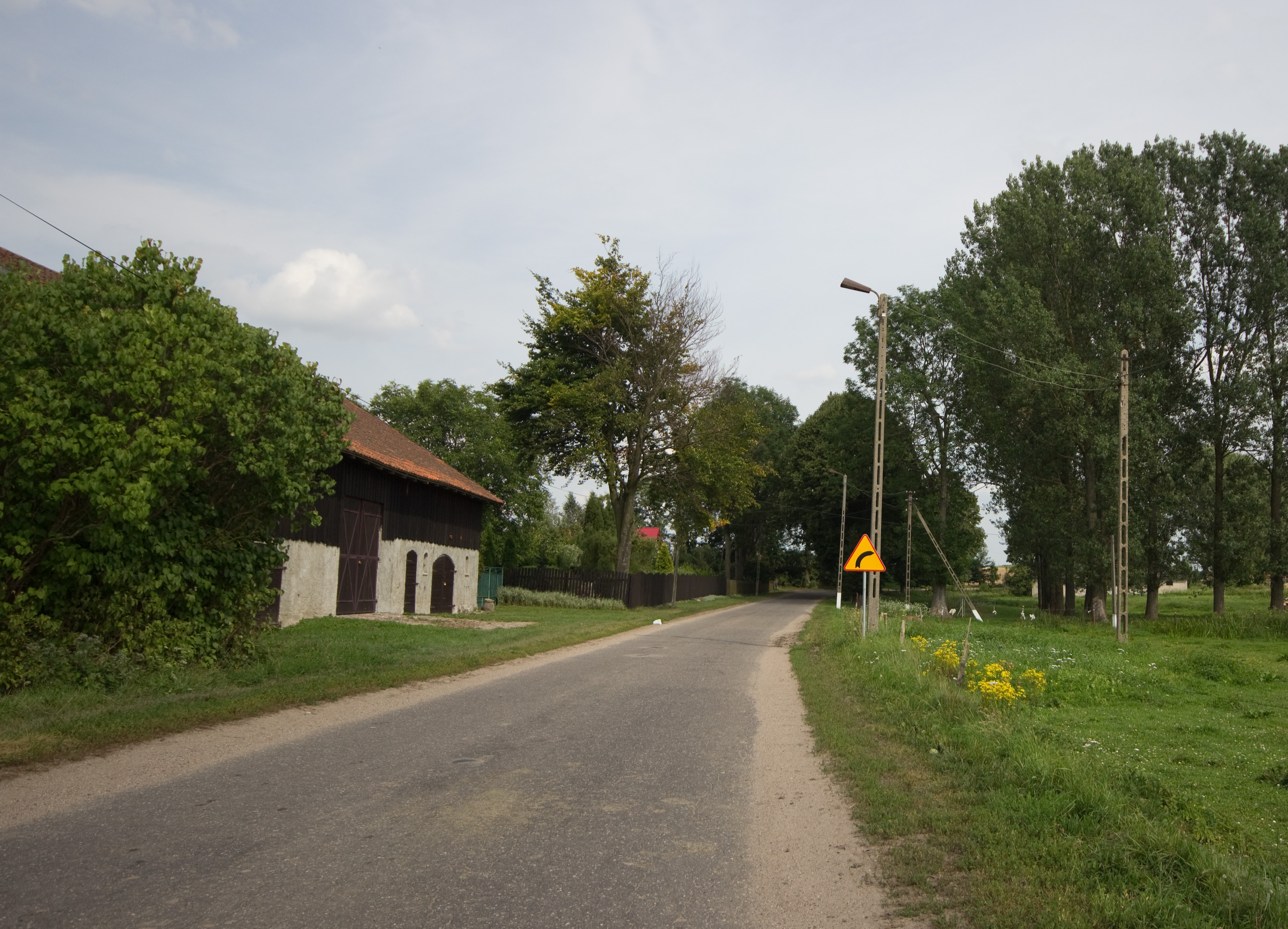
Dorfstraße in Wągsty

## Geschichte
Das Gründungsjahr von Wangst ist das Jahr 1308: am 29. September jenes Jahres verlieh der ermländische Bischof Eberhard von Neisse an Johannes Belau Land mit allen Nutzungen und Gerichten sowie sechs Freijahren. Im Jahre 1785 wurde der Ort als königliches Bauerndorf mit 27 Feuerstellen, im Jahre 1820 als königliches Bauerndorf mit 31 Feuerstellen bei 181 Einwohnern erwähnt.
Im Jahre 1874 wurde die Landgemeinde Wangst in den neu gebildeten Amtsbezirk Lautern (polnisch Lutry) im ostpreußischen Kreis Rößel eingegliedert.
204 Einwohner waren im Jahre 1885 in Wangst gemeldet, im Jahre 1910 waren es 201. Im Jahre 1933 belief sich ihre Zahl auf 183, und 1939 auf 148.
Im Jahre 1945 wurde das gesamte südliche Ostpreußen an Polen abgetreten. In diesem Zusammenhang erhielt Wangst die polnische Namensform „Wągsty“ und ist heute eine Ortschaft im Verbund der Landgemeinde Kolno (Groß Köllen) im Powiat Olsztyński (Kreis Allenstein), von 1975 bis 1998 der Woiwodschaft Olsztyn, seither der Woiwodschaft Ermland-Masurenzugehörig.

## Kirche

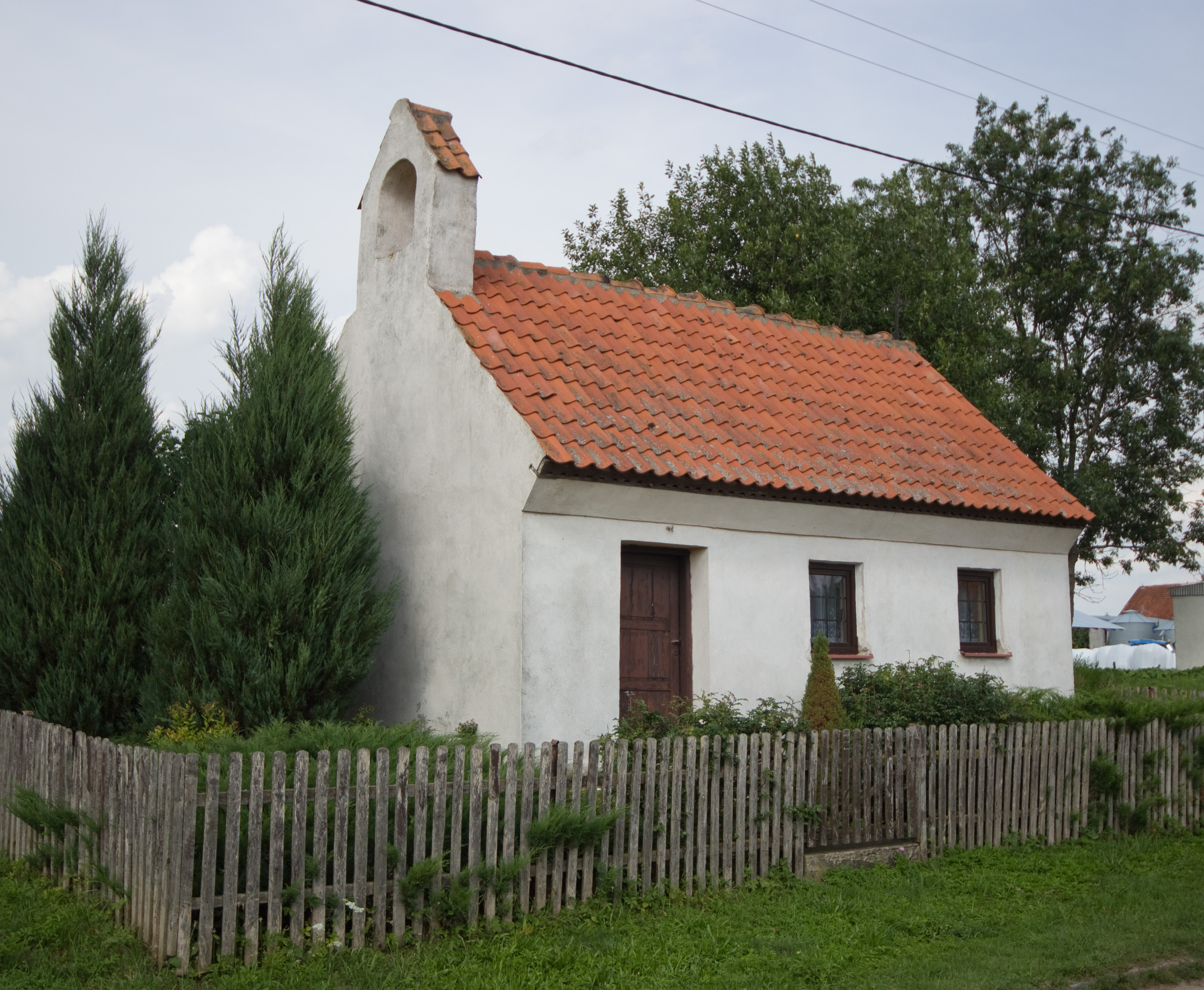
Die Kapelle in Wągsty

Bis 1945 war Wangst in die evangelische Kirche Bischofstein (polnisch Bisztynek) in der Kirchenprovinz Ostpreußen der Kirche der Altpreußischen Union, außerdem in die römisch-katholische Kirche Lautern (polnisch Lutry) im damaligen Bistum Ermland eingepfarrt.
Wągsty gehört katholischerseits auch heute zu Lutry, das jetzt dem Erzbistum Ermland zugeordnet ist. In Wągsty selbst steht eine Kapelle, die von der Pfarrei Lutry betreut wird. Evangelischerseits ist Wągsty zur Kapellengemeinde in Biskupiec (Bischofsburg) ausgerichtet, einer Filialgemeinde der Pfarrei Sorkwity (Sorquitten) in der Diözese Masuren der Evangelisch-Augsburgischen Kirche in Polen.

## Verkehr
Wągsty ist über eine Nebenstraße zu erreichen, die bei Lutry (Lautern) von der polnischen Landesstraße 57 (hier im Abschnitt der einstigen deutschen Reichsstraße 128) abzweigt und nach Prosity (Prossitten) führt. Eine Anbindung an den Bahnverkehr besteht nicht.